# Revera
Revera (in croato Veli Školj), detto anche scoglio dei Conigli, è un isolotto disabitato della Croazia, situato lungo la costa occidentale dell'Istria, a nord del canale di Leme.
Amministrativamente appartiene al comune di Fontane, nella regione istriana.

## Geografia
Revera si trova poco a nordovest di punta Fontane (Grgetov rt) e a ovest di porto Fontane. Nel punto più ravvicinato, dista 220 m dalla terraferma (punta Fontane).
Revera è un isolotto ovoidale, più stretto a ovest, che misura 315 m di lunghezza e 245 m di larghezza massima. Ha una superficie di 0,0596 km² e uno sviluppo costiero di 0,909 km. Al centro, raggiunge un'elevazione massima di 20,4 m s.l.m.

### Isole adiacenti
- Scoglio Reverol (hrid Reverol), piccolo scoglio situato 430 m a sudovest di Revera, che ha una superficie di 1300 m²[4]. (45°10′28.8″N 13°34′42.3″E)
- Scoglio Riso (Školjić), isolotto situato 600 m a sudest di Revera.
- Tondo Piccolo (Tovarjež), scoglio situato 860 m circa a sud-sudovest di Revera.

### Cartografia
- (HR) Mappa topografica della Croazia 1:25000, su preglednik.arkod.hr.